# Metz
Metz je grad u sjeveroistočnom dijelu Francuske, administrativno središte pokrajine Lorraine i prefektura departmana Moselle. Smješten je na ušću rijeka Moselle i Seille.
Iako je povijesno Nancy bio središte vojvodstva Lorraine, Metz je izabran za središte novostvorene regije sredinom 20. stoljeća.

## Znamenitosti
Jedna od najvećih znamenitosti Metza je gotička Katedrala Saint-Étienne.

## Sport
- FC Metz - nogometni klub

## Pobratimljeni gradovi
Metz je pobratimljen s:
- Trier, Njemačka, od 1957.;
- Karmiel, Izrael, od 1984.;
- Yichang, Kina, od 1991.;
- Tanger, Maroko;
- Tyler, Texas, SAD, od 1983.;
- Hradec Králové, Češka, od 2001.;
- Kansas City, Missouri, SAD, od 2003.;
- Saint-Denis, Réunion, Francuska;
- Gloucester, Ujedinjena Kraljevina;
- Luxembourg, Luksemburg, od 1952.

## Vanjske poveznice
- Službene stranice Metza

|  | Portal Francuske – Pristup člancima s tematikom o Francuskoj. |